# Alfons Goppel
Alfons Goppe (Ratisbona, 1º ottobre 1905 – Johannesberg, 24 dicembre 1991) è stato un politico tedesco dell'Unione Cristiano-Democratica di Germania. 
Dal 1962 a 1978 fu Presidente della Baviera.

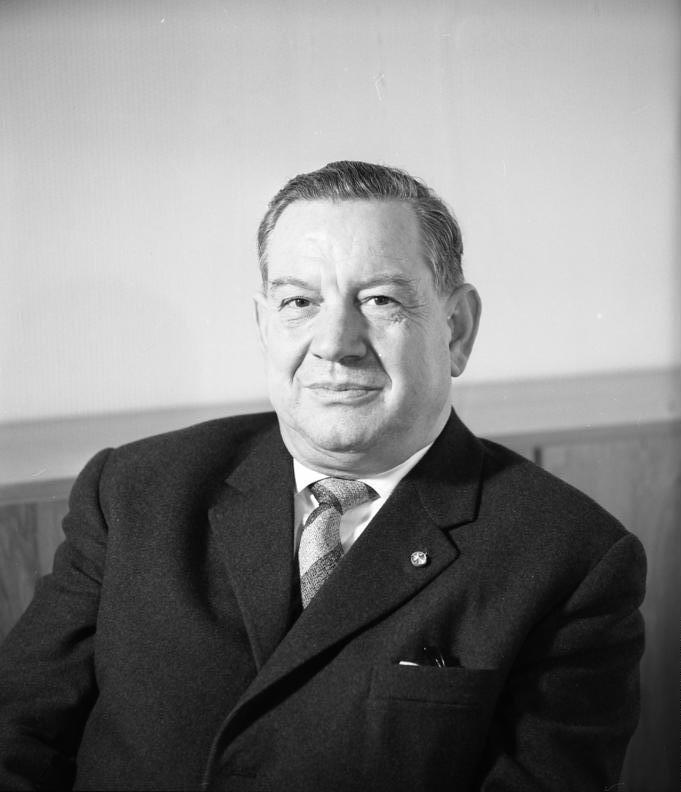
Goppel nel 1963

## Vita e carriera
Durante lo studio di giurisprudenza a Monaco, diventò membro di varie fraternità accademiche cattoliche. Nel 1930, entrò nel Partito Popolare di Baviera. Nel 1933, l´anno della presa del potere dai nazisti, aderì alla SA, la squadra d´assalto del partito nazista. Quattro anni dopo viene accettato come membro del partito. Goppel fu soldato della Wehrmacht e partecipò alla guerra ai fronti occidentale e orientale. Dopo la guerra Goppel si integrò nel CSU, il gruppo bavarese del Unione Cristiano-Democratica. Il ministero dell´interno bavarese bloccò la sua elezione a un incarico locale stante del suo ruolo durante la dittatura nazista. Nel 1954 viene eletto al Landtag, il parlamento bavarese. Sotto i presidenti Hanns Seidel e Hans Ehard, Goppel fu ministro interiore. Nel 1962, diventò capo del governo e rimase in ufficio per sedici anni, la durata della carica più lunga nella storia dello stato. Goppel aiutò a trasformare la Baviera da stato ancora contadino in uno stato industriale moderno. Dopo la sua carica, è stato membro del parlamento europeo. Era Cavaliere di Gran Croce Ordine al Merito della Repubblica Italiana.